# Нідерстедем
Нідерстедем (нім. Niederstedem) — громада в Німеччині, розташована в землі Рейнланд-Пфальц. Входить до складу району Бітбург-Прюм. Складова частина об'єднання громад Бітбургер-Ланд.
Площа — 5,46 км2. Населення становить 243 ос. (станом на 31 грудня 2020).

## Галерея

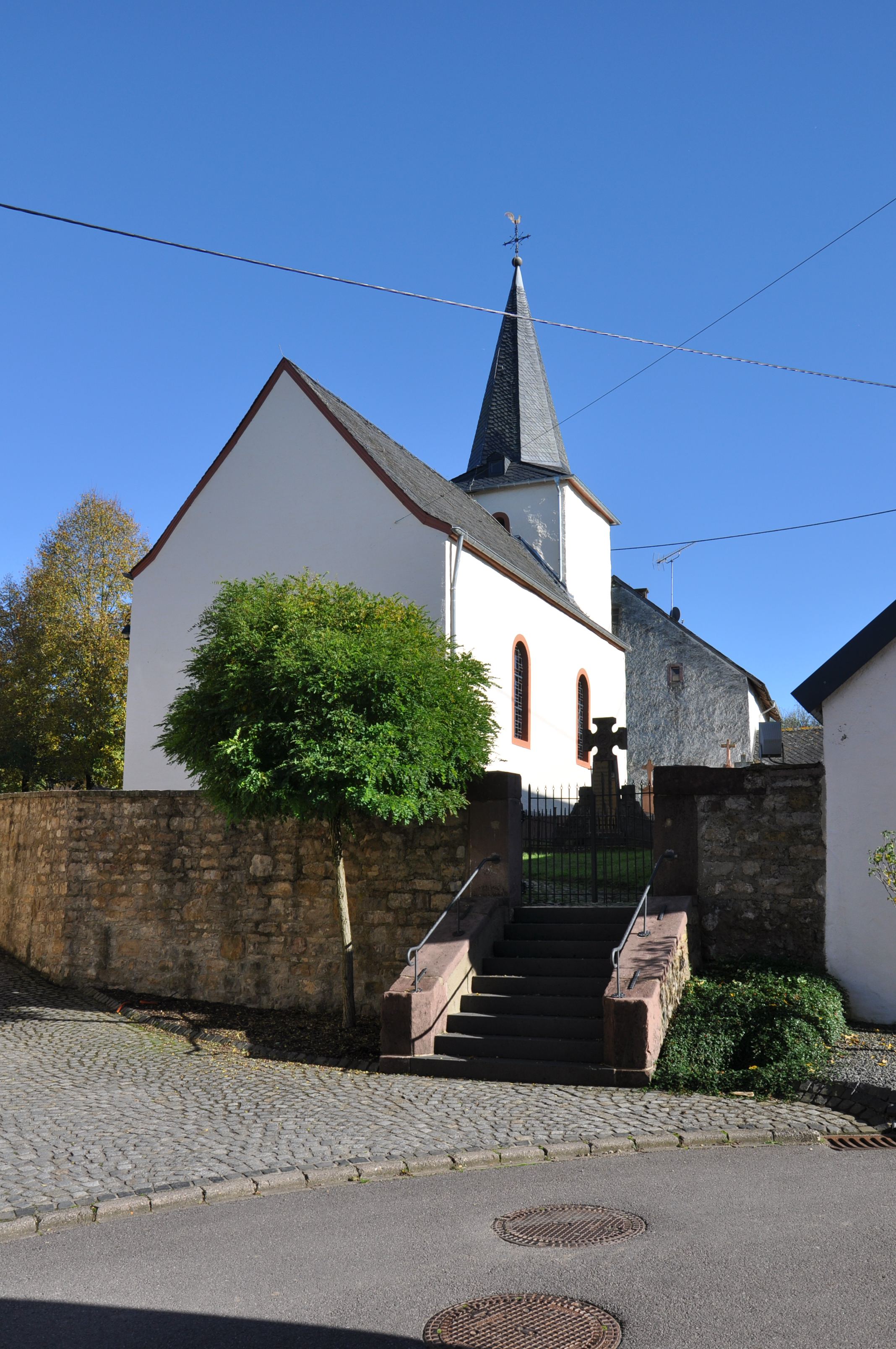